# Большой Кавказский проход

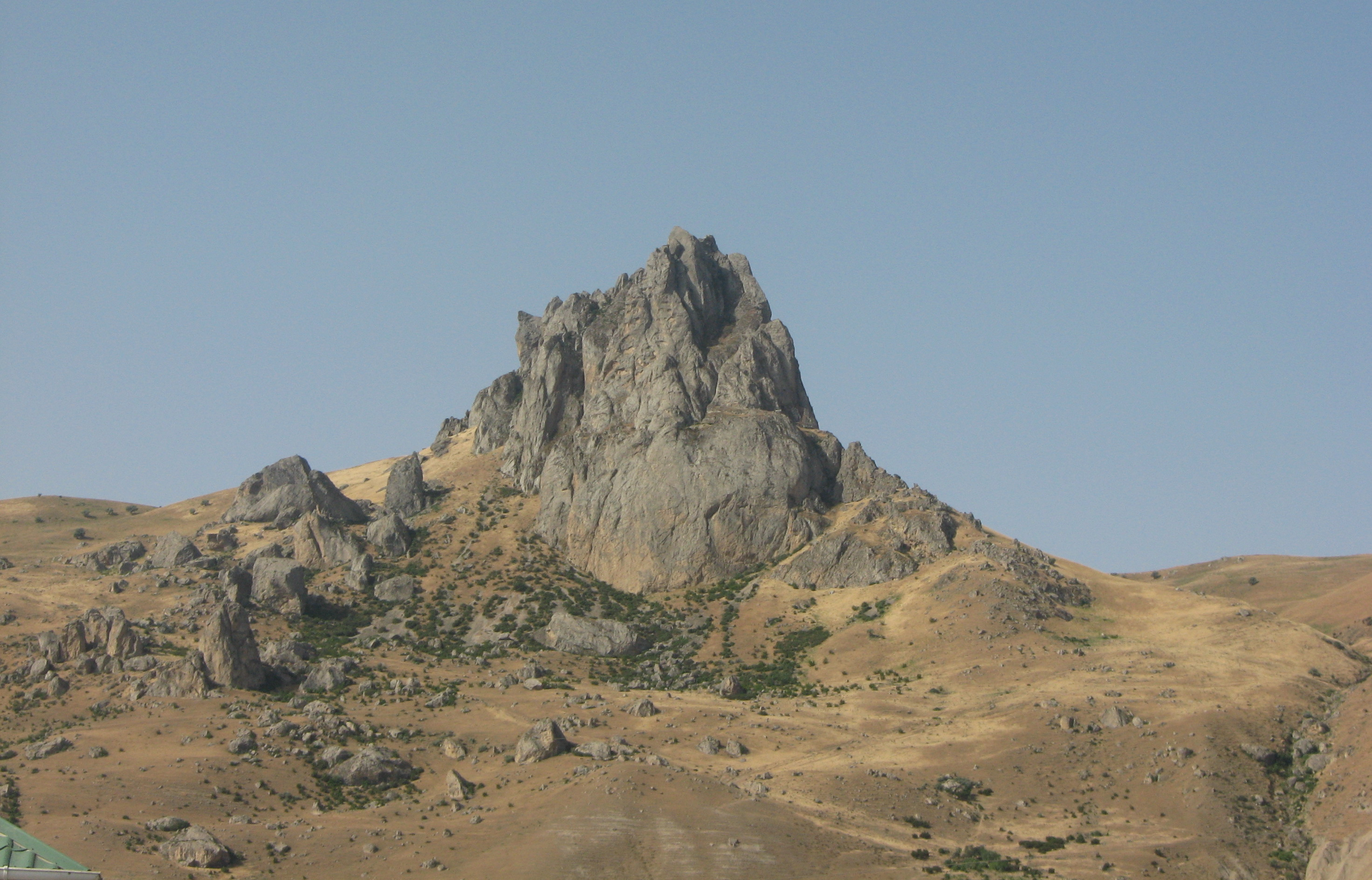
Бешбармаг

Большой Кавказский проход — принятое в историко-географической литературе название прибрежной полосы вдоль Каспийского моря, от современного Дербента в Дагестане до города Сумгаита на территории Азербайджана. Находится между горами Большого Кавказа и Каспийским морем, ширина в разных местах варьируется от 25 до 80 км.
Это равнинный проход с Северного Кавказа на Южный Кавказ, фактически идущий мимо, а точнее вдоль восточных склонов Большого Кавказа.
Большой Кавказский проход является одним из двух древних путей пересечения Кавказа — наряду с горным Дарьяльским проходом (последний проходит через Дарьяльское ущелье, по которому в XIX веке была проложена Военно-Грузинская дорога).
Большим Кавказским проходом пользовались почти все завоеватели, начиная со времён походов скифов до завоевания южного Кавказа Российской империей. Вдоль всего пути были построены 5 крепостных стен и десяток замков, преграждавших путь завоевателям; самые известные из них Дербентская крепость, крепость Чираг-гала на территории Азербайджана.
В физической географии соответствует Самур-Дивичинской низменности; она, также как и Самур-Дивичинский канал (основная часть Самур-Апшеронского канала), тянется до Сумгаита и Апшеронского полуострова.